# Damiria perrieri
Damiria perrieri is een keversoort uit de familie boktorren (Cerambycidae). De wetenschappelijke naam van de soort is voor het eerst geldig gepubliceerd in 1900 door Fairmaire.